# Луиджи Ейнауди
Луѝджи Ейна̀уди (на италиански: Luigi Einaudi) е италиански политик, 2-ри президент на Италия от 12 май 1948 г. до 11 май 1955 г.